# Roselin à sourcils blancs
Carpodacus dubius
Espèce
Statut de conservation UICN

 LC  : Préoccupation mineure
Le Roselin à sourcils blancs (Carpodacus dubius) est une espèce d'oiseaux de la famille des Fringillidae que l’on trouve en Chine.

## Histoire
Le Roselin à sourcils blancs a été considérée comme une sous-espèce du Roselin de Thura (Carpodacus thura). Une analyse phylogénétique des séquences d'ADN a permis de reclasser cet oiseau au rang d'espèce,.  

## Description
Le Roselin à sourcils blancs à une taille moyenne comprise entre 9 et 25 cm de longueur. Le mâle a une face et un dessous rose vif ; contrairement au Roselin de Thura, il n'a pas de ligne sombre dans l'œil et n'a donc pas l'apparence d'un « sourcil ». La femelle est brun strié sur toute sa surface avec des parties inférieures plus pâles. Le bec est court et conique. 

## Habitat et comportement
Le Roselin à sourcils blancs se trouve en Chine centrale et dans l'Est du Tibet. Cette espèce habite les forêts tempérées, les zones arbustives tempérées, les broussailles semi-ouvertes, les forêts et les lisières de forêts à environ 3 000-4 800 m.
Il hiverne généralement dans des habitats vallonnés broussailleux, parfois à des altitudes plus basses. Le Roselin à sourcils blancs est adapté à un régime granivore, il se nourrit au sol par paires ou en petits groupes. 
Il émet souvent une série rapide de bêlements nasaux.

## Reproduction
Le nid est généralement situé dans un buisson. C'est une coupe de brindilles, herbes, mousses et lambeaux d'écorce de bouleau tapissée intérieurement d'herbes très fines et de poils. Elle contient généralement quatre à six œufs.

## Liste des sous-espèces
Selon GBIF (28 février 2023) :
- Carpodacus dubius deserticolor (Stegmann, 1931) - Ouest de la Chine (Nord-Est du Qinghai)
- Carpodacus dubius dubius Przewalski, 1876 - Ouest de la Chine (Sud-Est du Qinghai jusqu'au Sud-Est du Gansu, Sud du Ningxia et Nord du Sichuan)
- Carpodacus dubius femininus Rippon, 1906 - Sud-Est du Tibet jusqu'au Sud-Ouest de la Chine (Ouest du Sichuan et Nord du Yunnan)[5]

## Statut de conservation
La population est considérée comme stable, elle est classée par l’UICN comme « préoccupation mineure ».

## Systématique
Le nom valide complet (avec auteur) de ce taxon est Carpodacus dubius Przewalski, 1876.
Ce taxon porte en français le nom vernaculaire ou normalisé suivant : Roselin à sourcils blancs.
Carpodacus dubius a pour synonyme :
- Carpodacus thura dubius Przewalski, 1876